# Fopius longicauda
Fopius longicauda är en stekelart som först beskrevs av Granger 1949.  Fopius longicauda ingår i släktet Fopius och familjen bracksteklar. Inga underarter finns listade i Catalogue of Life.